# Chamaedorea verecunda
Chamaedorea verecunda là loài thực vật có hoa thuộc họ Arecaceae. Loài này được Grayum & Hodel mô tả khoa học đầu tiên năm 1991.